# غاري بي. كوهن
غاري بي. كوهن (بالإنجليزية: Gary B. Cohen)‏ هو مؤرخ أمريكي، ولد في 1948.